# The Big Thrill
The Big Thrill è il terzo album in studio del gruppo hard rock tedesco Axxis, pubblicato nel 1993.

## Tracce
1. Better World / Livin' in the Dark – 4:21
2. Against a Brick Wall – 3:55
3. Stay Don't Leave Me – 4:11
4. Little War – 4:22
5. No Advice – 3:35
6. Love Doesn't Know Any Distance – 4:56
7. Heaven's 7th Train – 5:49
8. Brother Moon – 4:52
9. Waterdrop – 5:33
10. The Wolf – 4:45
11. Road to Never Neverland – 4:21

## Formazione
- Bernhard Weiß - voce, chitarre
- Walter Pietsch - chitarre
- Werner Kleinhans - basso
- Richard Michalski - batteria
- Harry Öllers - tastiere